# Koposov 2
Koposov 2 je kulová hvězdokupa v souhvězdí Blíženců nacházející se ve vzdálenosti 130 000 světelných let od Země. Objevil ji v roce 2007 tým astronomů pracujících pod vedením Sergeje Koposova. Průměr hvězdokupy je asi 10 světelných let a její absolutní jasnost je přibližně -1m. Hvězdokupa Koposov 2 patří spolu s hvězdokupami Koposov 1, Palomar 1, Arp-Madore 4 a Whiting 1 mezi nejméně jasné hvězdokupy v naší Galaxii.